# Volker Beck
Volker Beck (n. 12 decembrie 1960, Stuttgart, Germania) este un politician german, unul din liderii Partidului Verzilor și activist pentru drepturile homosexualilor. Este membru al parlamentului federal german din 1994 (reales în 2005 ca deputat de Köln). Beck a fost unul din suporterii fervenți ai edificării memorialului holocaustului de la Berlin fiind și membru al Fundației Federale pentru construcția acestui memorial.